# Црни-Врх (гора, Тешань)
Црни-Врх — гора в Республике Сербской. Находится на территории общин Тешань, Маглай и Теслич. Гора расположена в 5 километрах к югу от города Тешань и в 11 километрах к юго-востоку от Теслича. Её высота составляет 732 метра над уровнем моря. Северные склоны горы покрыты дубовым лесом, а на южных склонах растут граб обыкновенный и бук.
Во время боснийской войны гора стала ареной ожесточенных боев. На её вершине солдаты армии боснийских сербов в 1992 году нашли знаменитые фотографии, сделанные моджахедами. На них были запечатлены отрубленные головы пленных сербских солдат.